# John Moore (general)
Sir John Moore, KB (Glasgow, 13 de novembre de 1761 – La Corunya, 16 de gener de 1809) fou un general britànic que va morir en la batalla d'Elviña ferit per una bala de canyó.
Va ser enviat amb les seves tropes a Portugal el 1808 des de Suècia per reforçar les tropes de la força expedicionària britànica d'Arthur Wellesley. Està enterrat a La Corunya al Jardí de San Carlos.